# هوارد إم. رينولدز
هوارد إم. رينولدز (بالإنجليزية: Howard M. Reynolds)‏ هو مهندس معماري أمريكي، ولد في 17 يونيو 1885، وتوفي في 21 أكتوبر 1943.